# Through the Eyes of Love (album Raya Charlesa)
Through the Eyes of Love – album amerykańskiego muzyka Raya Charlesa, wydany w 1972 roku.

## Lista utworów
| 1. | „My First Night Alone Without You”                            | 3:40  |
|    |                                                               |       |
| 2. | „I Can Make It Through the Days (But Oh Those Lonely Nights)” | 3:52  |
|    |                                                               |       |
| 3. | „Someone to Watch Over Me”                                    | 3:20  |
|    |                                                               |       |
| 4. | „A Perfect Love”                                              | 4:07  |
|    |                                                               |       |
| 5. | „If You Wouldn’t Be My Lady”                                  | 4:10  |
|    |                                                               |       |
| 6. | „You Leave Me Breathless”                                     | 4:10  |
|    |                                                               |       |
| 7. | „Never Ending Song of Love”                                   | 2:37  |
|    |                                                               |       |
| 8. | „Rainy Night in Georgia”                                      | 6:15  |
|    |                                                               |       |
|    |                                                               | 32:11 |
|    |                                                               |       |